# Gezähe

Schlägel und Eisen: Gezähe und Symbol des Bergbaus

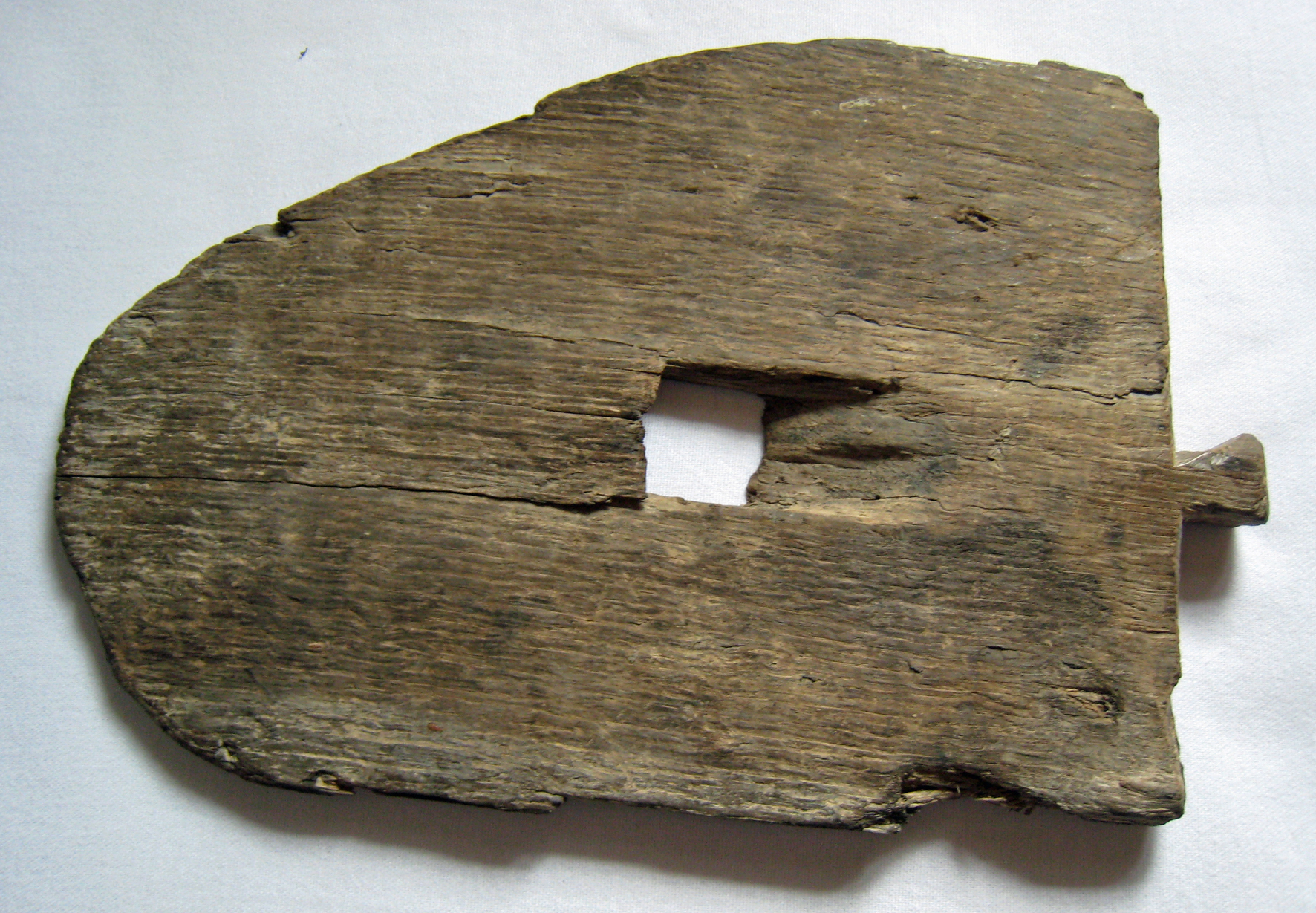
Schaufelblatt 13. Jahrhundert von der Grube Bliesenbach

Gezähe (ahd. gizouuun, von gizawa ‚Gelingen‘), früher auch kurz Gezäh, ist die Bezeichnung des Bergmannes für alle Werkzeuge und Arbeitsgeräte, die er zur Bergarbeit benötigt.
Im Steinkohlenbergbau des 19. und 20. Jahrhunderts hatte jeder Bergmann sein eigenes Gezähe. Damit es nicht gestohlen werden konnte, wurde es vor Schichtende entweder in der Gezähekiste eingeschlossen oder auf den Gezähering aufgefädelt und dieser dann verschlossen. Dazu hatten alle Werkzeuge ein Loch oder eine Öse. Gezähe, das nicht zur persönlichen Ausstattung gehörte und nur hin und wieder benötigt wurde, konnte der Bergmann in der Gezähekammer (auch: Magazin) gegen Abgabe einer Gezähemarke ausfassen. Die meisten Werkzeuge waren mit einer eingeschlagenen oder aufgeschweißten Nummer versehen.

## Beispiele

### Auswahl

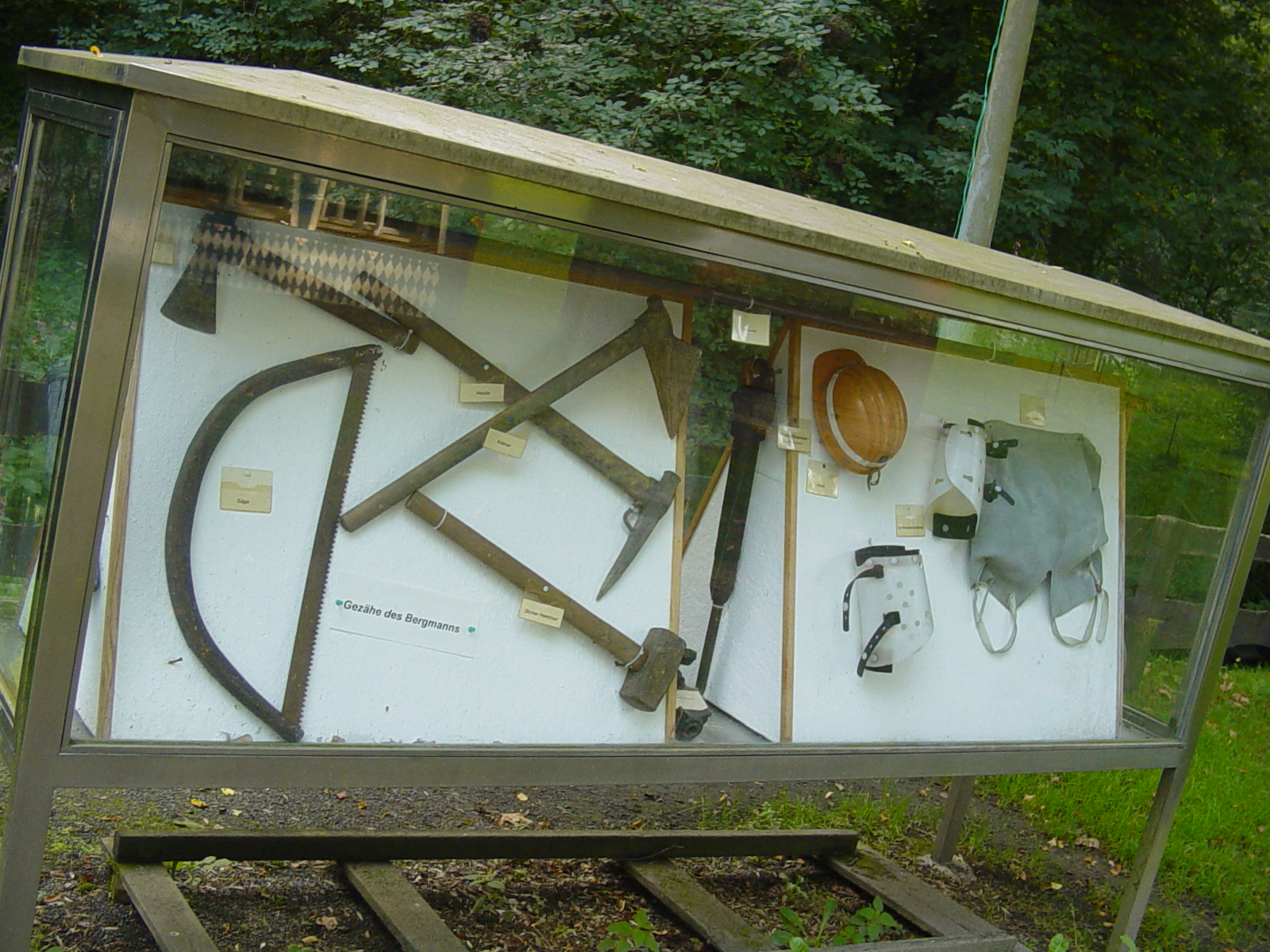
Gezähe

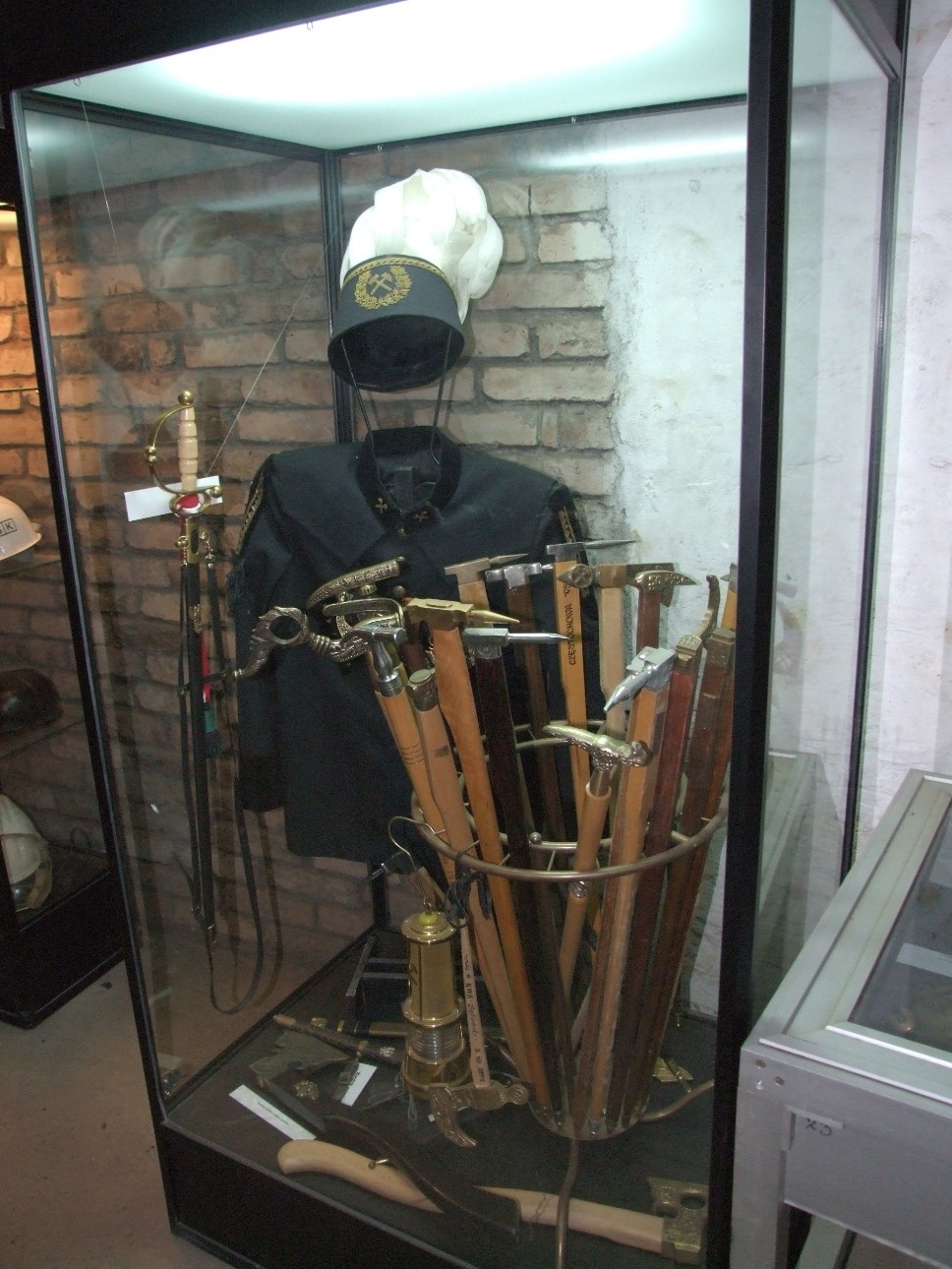
Gezähe (repräsentative Ausführung, für Bergparaden u. Ä., einschließlich Bergkittel)

- Abbauhammer oder Boxer: ein Presslufthammer für den Abbau von Hand
- Bohrgezähe: Druckluftbohrhammer, Bohrstütze (auch: Bohrknecht), Bohrstange, Bohrkrone und Zubehör
- Dicker Hammer oder Bello (ugs.): ein 20-kg-Vorschlaghammer
- Grubenbeil: eine Spezialform des Handbeiles mit einer Hammerbahn am stumpfen Ende
  - Kaukamm: einseitig geschliffenes Grubenbeil
- Fimmel oder Wölfe: Eisenkeile[3]
- Gezähekiste: verschließbare Werkzeugkiste
- Gezähering: verschließbarer Ring aus Rundeisen
- Keilhaue: einseitige Spitzhacke
  - Flügeleisen: eine Doppelkeilhaue, hauptsächlich im früheren Steinkohlenbergbau zum Herstellen des Schrams und zur Kohlengewinnung verwendet
  - Breithaue: Haue für weiches Gestein wie Ton oder Braunkohle mit breitem Blatt
- Kratze und Trog: Das hereingewonnene Gut wurde mit der Kratze in den Trog gekratzt und in diesem dann bis zur Füllstelle transportiert
- Notgezähe: Spitzhacke, Hammer, Schaufel, Handwinde, Feuerlöscher; auf einer roten Tafel deutlich aufgehängt[4]
- Reckstange oder Brechstange: Eisenstange[3]
- Säge: früher eine Bügelsäge, in neuerer Zeit Druckluft- oder Elektrokettensäge zum Zuschneiden von Holz für den Grubenausbau
- Schlackengabel oder Firke: Gezähe des Hüttenmannes
- Schlägel und Eisen: Fäustel und Bergeisen, zusammen Symbol des Bergbaus
- Seifengabel: im übertägigen Zinnbergbau, ähnlich einer Heugabel. Die Seifner leiteten Bäche um, um die in den oberen Erdschichten vorkommenden Zinngraupen auszuseifen. Mit der Seifengabel wurden Erdballen in das Gerinne geworfen. Die Namen der Orte Seiffen und Graupen rühren von dieser Tätigkeit.
- Koksgabel
- Wandpocher oder Treibfäustel: langstielige Hämmer[3]

### Bildbeispiele

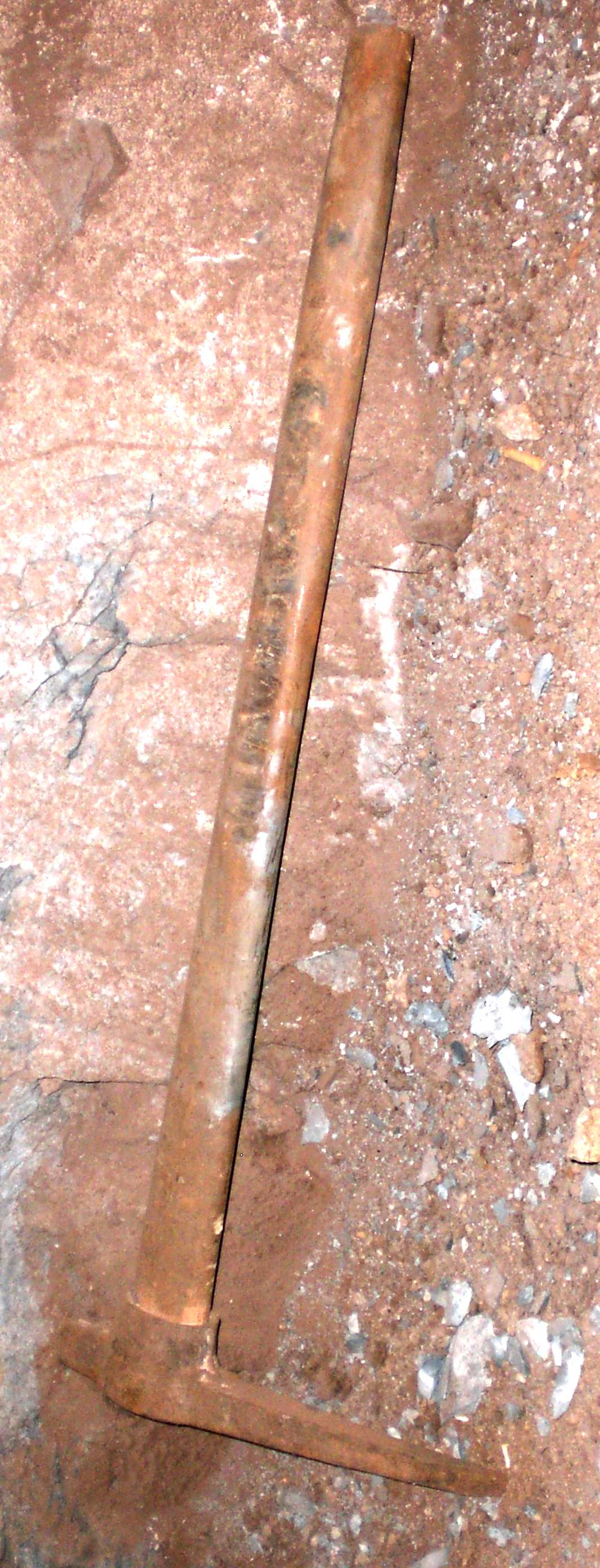
Eine moderne Keilhaue
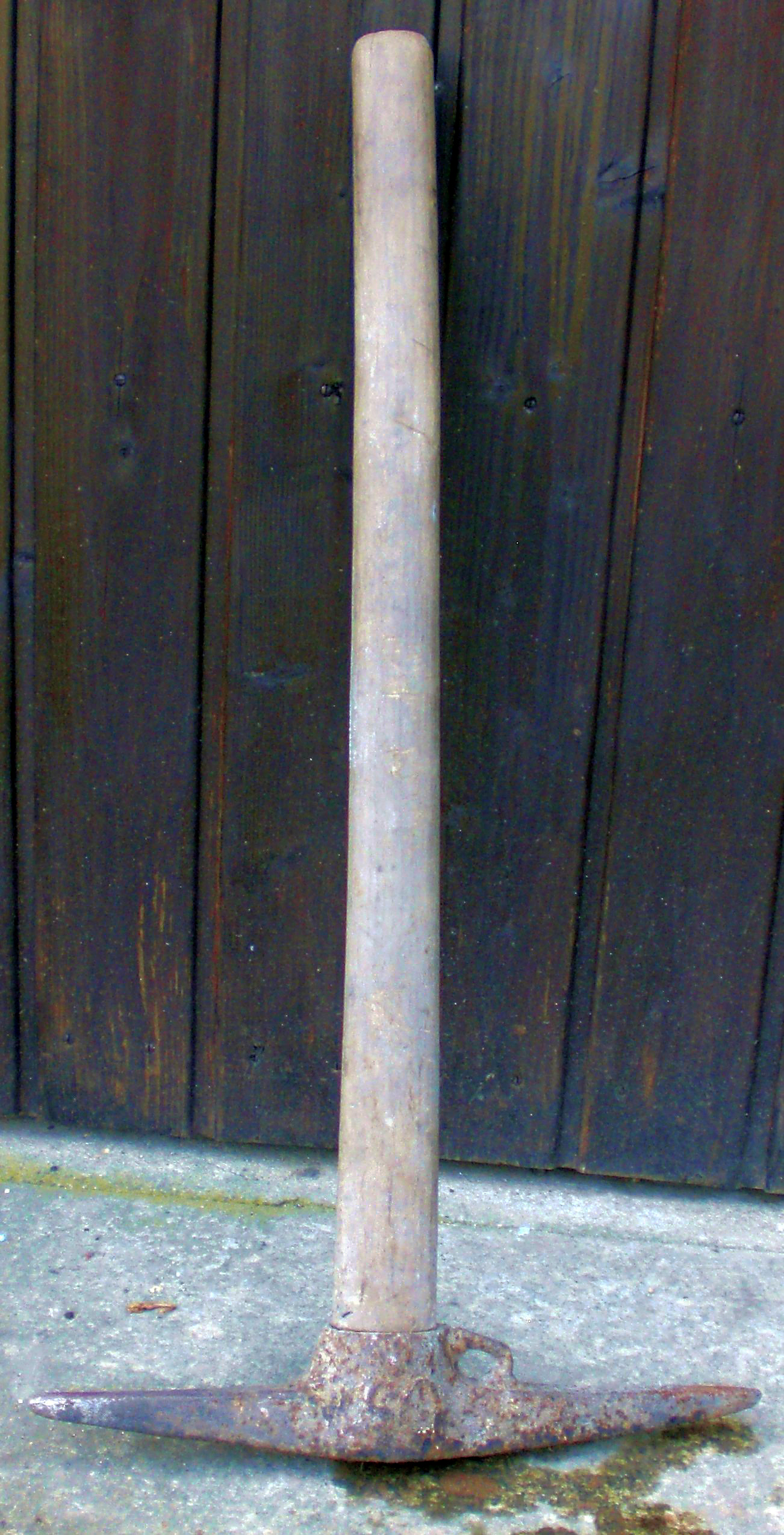
Ein Flügeleisen mit aufgeschweißter Nummer und Öse für den Gezähering
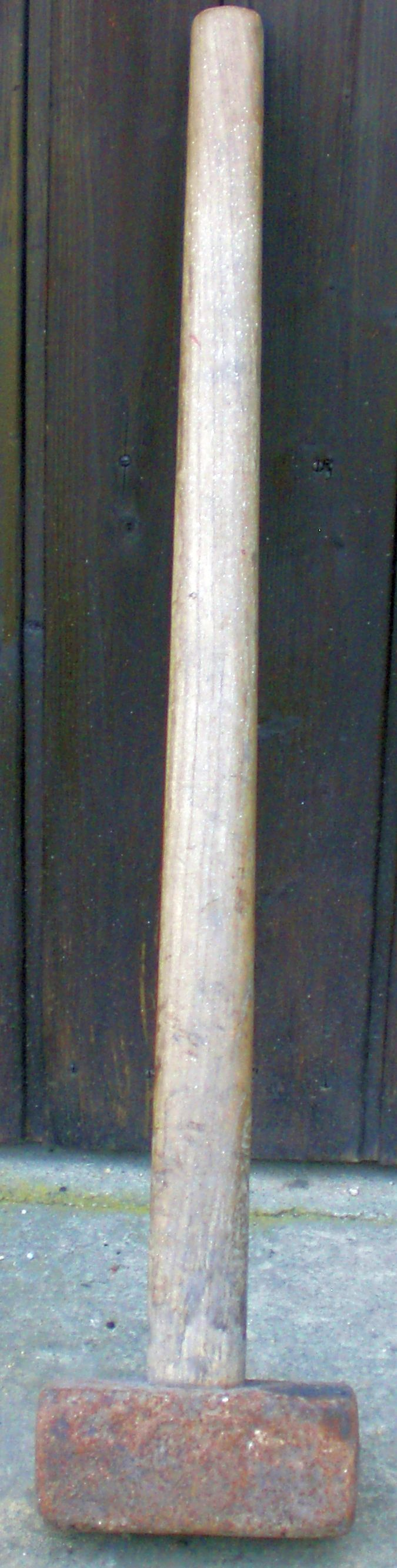
Dicker Hammer oder Bello mit aufgeschweißter Nummer
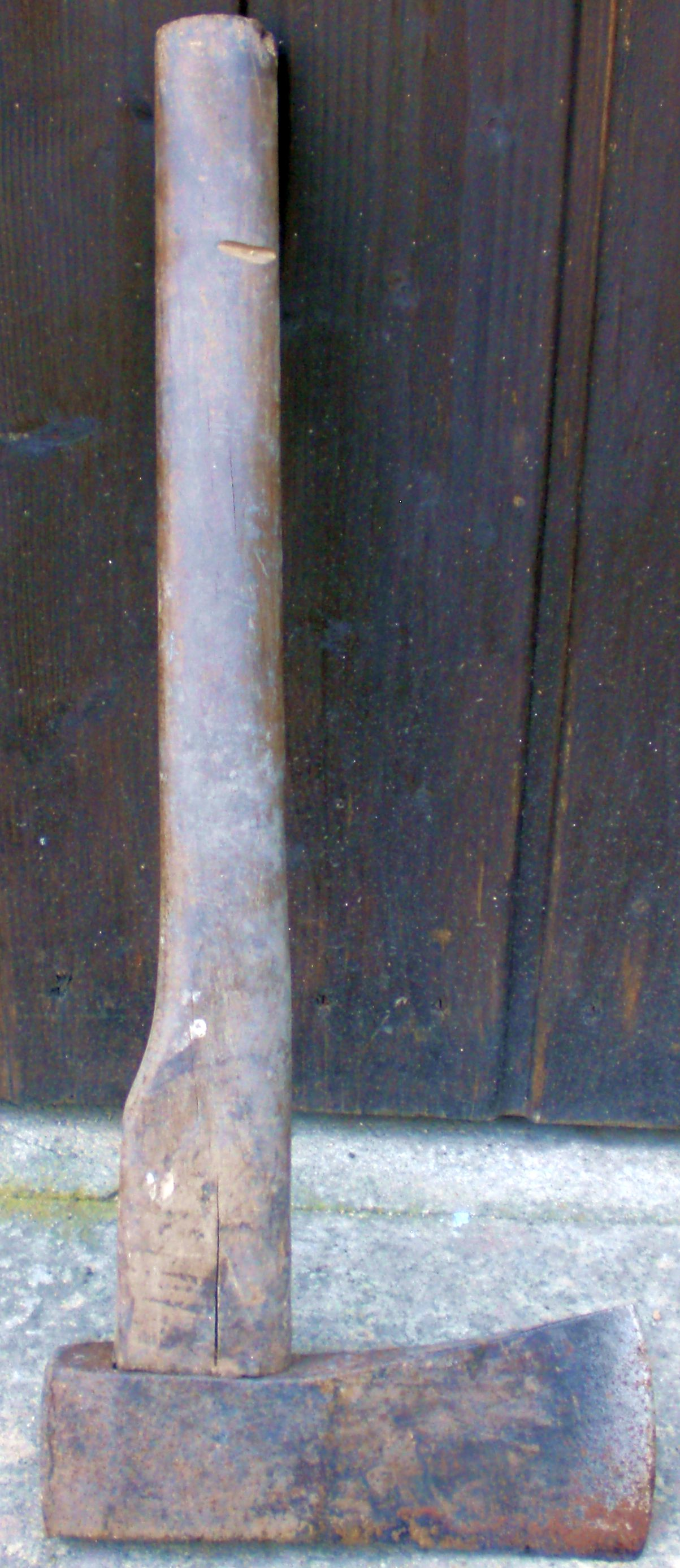
Ein untypischer Kaukamm, die Öse sowie die Nagelkerben fehlen, die ursprünglich vorhandene Nummer wurde abgeschliffen